# Coccus ehretiae
Coccus ehretiae är en insektsart som först beskrevs av Charles Kimberlin Brain 1920.  Coccus ehretiae ingår i släktet Coccus och familjen skålsköldlöss. Inga underarter finns listade i Catalogue of Life.